# Абатство

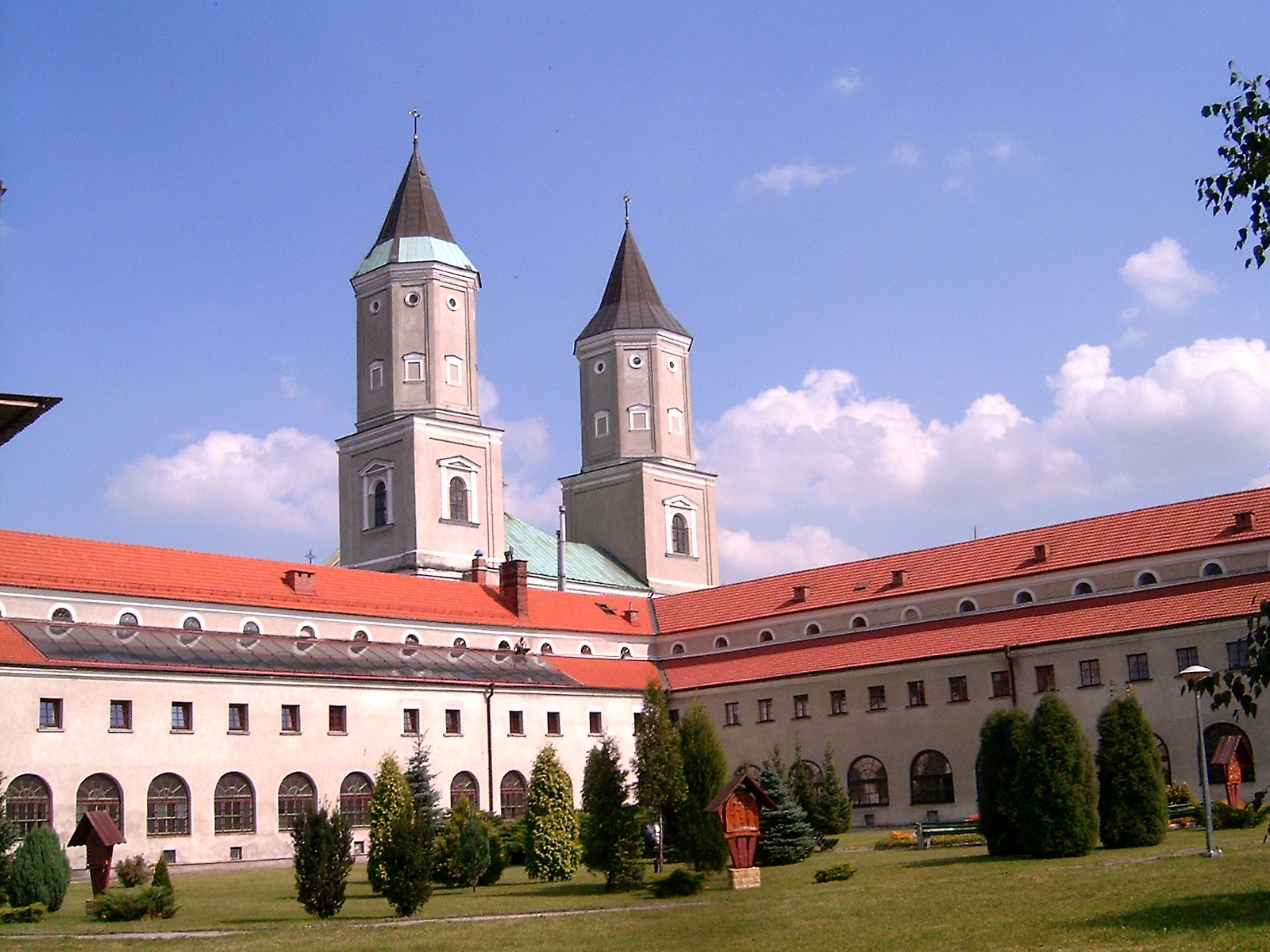
Церква Ярославського абатства (Польща, Ярослав)

Аба́тство (лат. abbatia, ісп. abadía, італ. abbazia) — у західному християнстві канонічний і автономний монастир, в якому мешкає не менше 12 ченців під головуванням абата (у випадку черниць — абатиси).
Абатства підпорядковувалися лише єпископу, а іноді безпосередньо Папі Римському.
Абатствами були найбільші та найбагатші монастирі. Нерідко абатства володіли значними маєтностями.
Виникли в VI столітті й за середньовіччя активно впливали на релігійне, економічне та політичне життя держав Західної Європи.
Частина абатств була ліквідована в період Реформації та під час революцій. Але в католицьких країнах частина абатств існує досі.